# Søren Christensen (fodboldspiller, født 1986)
 Der er flere personer med dette navn, se Søren Christensen.
Søren Christensen (født 29. juni 1986) er en dansk tidligere professionel fodboldspiller. Han har bl.a. spillet for FC Nordsjælland og Nykøbing FC.